# De eindafrekening 2010
De eindafrekening 2010 is de lijst van nummers die het tijdens het jaar 2010 het best hebben gedaan in de Afrekening, de wekelijkse lijst van Studio Brussel.
De eindafrekening 2010 werd op woensdag 15 december 2010 gepresenteerd door An Lemmens en was te horen bij Studio Brussel.

België heeft het met 26 noteringen het grootste aantal nummers in de lijst. Daarna volgen Groot-Brittannië (6), Verenigde Staten (5), Canada (2, telkens Arcade Fire) en IJsland (1).
| Nummer | Artiest                  | Titel                                    |
| ------ | ------------------------ | ---------------------------------------- |
| 1      | The Van Jets             | The future                               |
| 2      | Editors                  | No sound but the wind (live @werchter)   |
| 3      | Goose                    | Words                                    |
| 4      | Arid                     | Broken dancer                            |
| 5      | School is Cool           | New kids in town                         |
| 6      | Mintzkov                 | Opening fire                             |
| 7      | Zornik                   | Walk                                     |
| 8      | Amatorski                | Come home                                |
| 9      | The Van Jets             | Down below                               |
| 10     | The Black Box Revelation | Do I Know you                            |
| 11     | Muse                     | Resistance                               |
| 12     | Arid                     | Come on                                  |
| 13     | Absynthe Minded          | Papillon                                 |
| 14     | The Black Box Revelation | Love licks                               |
| 15     | The National             | Bloodbuzz ohio                           |
| 16     | Mintzkov                 | Author of the play                       |
| 17     | Kings of Leon            | Radioactive                              |
| 18     | Balthazar                | I'll stay here                           |
| 19     | Selah Sue                | Raggamuffin                              |
| 20     | Muse                     | Neutron Star Collision (Love Is Forever) |
| 21     | Team William             | Wonderyear III                           |
| 22     | Mumford and Sons         | The cave                                 |
| 23     | Zornik                   | The enemy                                |
| 24     | DAAN                     | Icon                                     |
| 25     | Arcade Fire              | We Used to Wait                          |
| 26     | Das Pop                  | Wings                                    |
| 27     | Linkin Park              | The catalyst                             |
| 28     | Absynthe Minded          | Moodswing baby                           |
| 29     | The Black Box Revelation | Sleep while moving                       |
| 30     | Isbells                  | Reunite                                  |
| 31     | K's Choice               | Come live the life                       |
| 32     | Jonsi                    | Go do                                    |
| 33     | The Sore Losers          | Beyond repair                            |
| 34     | Freaky Age               | Never see the sun                        |
| 35     | The Drums                | Let's go surfing                         |
| 36     | Customs                  | The matador                              |
| 37     | Stereophonics            | Innocent                                 |
| 38     | 30 Seconds to Mars       | Closer to the edge                       |
| 39     | Florence and the Machine | Dog days are over                        |
| 40     | Arcade Fire              | Ready to start                           |

1985 · 1986 · 1987 · 1988 · 1989 · 1990 · 1991 · 1992 · 1993 · 1994 · 1995 · 1996 · 1997 · 1998 · 1999 · 2000 · 2001 · 2002 · 2003 · 2004 · 2005 · 2006 · 2007 · 2008 · 2009 · 2010 · 2011 · 2012 · 2013 · 2014